# Jean Dolande
Jean Dolande est un acteur et artiste peintre français.

## Biographie
Jean Dolande a été l'interprète principal du film de Jean-Claude Dague, Le Dénommé, sorti en 1990. Il s'est ensuite éloigné du cinéma pour se consacrer à la peinture.
En 2008, pour protester contre le conservatisme qui selon lui affecte les grands musées français, il se livre à une provocation en accrochant une de ses toiles dans une salle du musée du Louvre.

## Filmographie

### Cinéma
- 1982 : Les Chômeurs en folie de Georges Cachoux
- 1982 : Paradis pour tous d'Alain Jessua
- 1982 : Ça va faire mal !  de Jean-François Davy
- 1983 : Les Mots pour le dire, de José Pinheiro
- 1983 : Rock and Torah de Marc-André Grynbaum
- 1985 : Le Soulier de satin de Manoel de Oliveira
- 1985 : L'Amour ou presque de Patrice Gautier
- 1989 : Mes nuits sont plus belles que vos jours d'Andrzej Żuławski
- 1990 : Le Dénommé de Jean-Claude Dague : Jean Dolande

### Télévision
- 1986 : Adieu la vie de Maurice Dugowson : le vigile
- 1994 : Les Absences du président de Gérard Guillaume : le secrétaire de Paul Deschanel